# Cidade de Tarlac
Tarlac é um cidade de  primeira classe de renda da cidade (d) na província Tarlac, nas Filipinas. De acordo com o censo de 1 de maio  de  2020 possui uma população de 385 398 pessoas e 90 676 domicílios.